# Saint-Baussant
Saint-Baussant és un municipi francès situat al departament de Meurthe i Mosel·la i a la regió del Gran Est. L'any 2007 tenia 68 habitants.

## Demografia

### Població
El 2007 la població de fet de Saint-Baussant era de 68 persones. Hi havia 28 famílies, de les quals 12 eren unipersonals (8 homes vivint sols i 4 dones vivint soles), 4 parelles sense fills i 12 parelles amb fills.
La població ha evolucionat segons el següent gràfic:
Habitants censats

### Habitatges
El 2007 hi havia 41 habitatges, 31 eren l'habitatge principal de la família, 6 eren segones residències i 4 estaven desocupats. 35 eren cases i 6 eren apartaments. Dels 31 habitatges principals, 20 estaven ocupats pels seus propietaris, 9 estaven llogats i ocupats pels llogaters i 2 estaven cedits a títol gratuït; 5 tenien tres cambres, 8 en tenien quatre i 18 en tenien cinc o més. 24 habitatges disposaven pel capbaix d'una plaça de pàrquing. A 11 habitatges hi havia un automòbil i a 15 n'hi havia dos o més.

### Piràmide de població
La piràmide de població per edats i sexe el 2009 era:
| Homes | Edats   | Dones |
| ----- | ------- | ----- |
| 0     | 95 o +  | 0     |
| 0     | 90 a 94 | 0     |
| 0     | 85 a 89 | 4     |
| 0     | 80 a 84 | 0     |
| 0     | 75 a 79 | 0     |
| 8     | 70 a 74 | 0     |
| 4     | 65 a 69 | 4     |
| 4     | 60 a 64 | 4     |
| 0     | 55 a 59 | 0     |
| 0     | 50 a 54 | 4     |
| 0     | 45 a 49 | 0     |
| 0     | 40 a 44 | 0     |
| 0     | 35 a 39 | 0     |
| 4     | 30 a 34 | 0     |
| 4     | 25 a 29 | 4     |
| 0     | 20 a 24 | 4     |
| 0     | 15 a 19 | 0     |
| 0     | 10 a 14 | 0     |
| 0     | 5 a 9   | 0     |
| 4     | 0 a 4   | 0     |

## Economia
El 2007 la població en edat de treballar era de 42 persones, 32 eren actives i 10 eren inactives. De les 32 persones actives 29 estaven ocupades (15 homes i 14 dones) i 3 estaven aturades (1 home i 2 dones). De les 10 persones inactives 3 estaven jubilades, 4 estaven estudiant i 3 estaven classificades com a «altres inactius».
Activitats econòmiques
Dels 2 establiments que hi havia el 2007, 1 era d'una empresa de comerç i reparació d'automòbils i 1 d'una empresa de transport.
L'any 2000 a Saint-Baussant hi havia 5 explotacions agrícoles.

## Poblacions més properes
El següent diagrama mostra les poblacions més properes.